# Erophylla bombifrons
Erophylla bombifrons är en fladdermus i familjen bladnäsor som först beskrevs av Miller 1899. Artepitet bombifrons i det vetenskapliga namnet är latin och syftar på den något avplattade skallen.

## Utseende
Arterna i släktet Erophylla har nästan identiska utseende och de beskrivs i de flesta referenser tillsammans. Dessa fladdermöss når en absolut längd av 80 till 88 mm, inklusive en 13 till 17 mm lång svans. Vikten varierar mellan 16 och 21 g. Den bladformiga hudfliken på näsan är kort. Svansen är delvis inbäddad i den del av flygmembranen som ligger mellan bakbenen. Pälsen på ovansidan bildas av tvåfärgade hår som är vita vid roten och rödbruna vid spetsen. Så har ryggen en kastanjebrun färg medan buken är ljusare brun. Hos denna fladdermus är öronen och flygmembranen nakna och bruna.
Jämförd med Monophyllus redmani har Erophylla bombifrons en ljusare färg och en tjockare nos. En annan liknande art är Brachyphylla cavernarum men den är betydlig större än Erophylla bombifrons.

## Utbredning
Arten förekommer på Hispaniola och Puerto Rico. Den lever i nästan alla habitat på öarna.

## Ekologi
Individerna vilar i kyliga delar av grottor. De bildar där stora kolonier med några hundra eller några tusen medlemmar. Erophylla bombifrons lämnar gömstället senare på kvällen (cirka 40 till 60 minuter efter solnedgången) än andra fladdermöss i Västindien. Den äter insekter, frukter och nektar. Denna fladdermus besöker även fruktträdodlingar. Parningen sker under våren och under tidiga sommaren föds en enda unge. Ungar som diar sin mor observerades mellan maj och september. Vid födelsen är ungarna nakna och de har nästan rosa hud samt en genomskinlig flygmembran.

## Status
Arten påverkas i viss mån av gruvdrift. Den förekommer i olika naturskyddsområden. IUCN listar Erophylla bombifrons som livskraftig (LC).